# Harry Braverman
 (mars 2012).
Si vous disposez d'ouvrages ou d'articles de référence ou si vous connaissez des sites web de qualité traitant du thème abordé ici, merci de compléter l'article en donnant les références utiles à sa vérifiabilité et en les liant à la section « Notes et références ».
Pour les articles homonymes, voir Braverman.
Harry Braverman, né le 9 décembre 1920 à New York et mort le 2 août 1976 en Pennsylvanie, est un éditeur et sociologue marxiste américain.

## Biographie
Braverman est né en 1920 à Brooklyn. Il est le fils de Morris Braverman, cordonnier, et de Sarah Wolf Braverman, immigrés juifs polonais. Braverman fait partie d'une génération de travailleurs, souvent d'origine immigrée, qui s'est politisée pendant les années postérieures à la Grande dépression. Très jeune il s'est rapproché de la Young People's Socialist League, une formation politique indépendante du Parti socialiste. La Young People's Socialist League était influencée par le trotskisme américain.
En 1937, alors qu'il n'a que 16 ans, il commence à travailler en tant qu'apprenti chaudronnier dans les chantiers navals du New York Navy Yard. Il travaillera 7 ans en tant que chaudronnier et supervisera une équipe d'une vingtaine d'ouvriers ayant pour tâche les recouvrements d'amiante (ce qui aura des conséquences sur sa santé). Pendant 7 autres années, il sera employé dans le travail du cuivre, dans la tuyauterie, le laminage, la tôlerie.
Il prend part aux discussions politiques qui traversent les milieux socialistes, sous le nom de Harry Frankel. Il participe à la création du Parti socialiste des travailleurs (Socialist Workers Party) en 1938, puis aux débats et scissions qui traversent le mouvement trotskiste dans les années 1930-1940.
Après la guerre, on suit sa trace à Younstown (Ohio), où il y habite avec sa femme, Miriam Braverman, militante trotskiste elle aussi au Socialist Workers Party. À cette époque, il travaille dans une usine de la métallurgie, d'où il est licencié en raison de ses activités militantes. En 1953, il est exclu du Socialist Workers Party avec la fraction Cochran-Frankel, qui fonde ensuite le groupe l'Amercian Socialist Union avec Bert Cochran et Paul N. Siegel.
Il commence alors son parcours dans l'édition et devient éditeur de leur revue The American Socialist où il signe plusieurs articles d'actualité et de théorie, dont certains annoncent Travail et capitalisme monopoliste. Après la disparition de la revue, Braverman devient en 1960 éditeur puis vice-président de Grove Press, où il joue un rôle central dans la publication de l'autobiographie de Malcolm X. Cependant, il démissionne de Grove Press en 1967 car la maison d'éditions refuse de publier un livre de Bertrand Russell dénonçant les crimes de l'armée américaine au Vietnam.
Il devient dès 1967 directeur de la Monthly Review Press.

## Œuvre
Harry Braverman est surtout connu pour son livre Travail et capitalisme monopoliste, paru en 1974 et traduit en 1976 aux éditions Maspero réédité en 2023 aux Editions Sociales. Cet ouvrage a eu une grande influence sur la pensée marxiste de la fin du XXe siècle, on parlera même de "Bravermania". En effet, Braverman ne cherche pas à dépasser le marxisme mais à le réactualiser en prenant en considération les évolutions que le capitalisme a connues au cours du siècle.
En particulier, il est connu pour avoir montré que le processus de travail est devenu la responsabilité du capitaliste, au point que sa réflexion est souvent présentée comme une théorie du procès de travail (labour process theory). Plus précisément, partant du constat que le capitaliste n’achète pas une quantité de travail mais une force de travail (notion développée par Marx dans le chapitre 6 du Capital) pendant un temps donné, il montre l’importance des procédés de contrôle de la force de travail : pour réaliser une rente la plus grande possible, le capitaliste va chercher à augmenter le rendement de la force de travail, ce qui passe notamment par l’organisation et le contrôle du travail. C'est dans ce cadre que s'inscrit sa réflexion sur la machine comme artefact sociale, et non pas comme neutre : la machine, achetée et installée par le patron, s'inscrit dans des rapports de pouvoirs façonant le processus du travail.
Braverman étudie en sociologue la parcellisation de l'individu qui est démembré par l'organisation capitaliste du travail.
On peut donc considérer que, en mettant le contrôle au centre de l’organisation et le processus de travail au centre du capitalisme, Braverman place le management au cœur des mécanismes contemporains de production de l’aliénation. Il a cependant été critiqué, y compris parmi les marxistes, par exemple par Burawoy, qui regrette que Braverman se focalise sur les conditions objectives de travail au détriment des phénomènes identitaires et subjectifs, des représentations et sentiments des travailleurs eux-mêmes.